# Intars Dambis
Intars Dambis est un bobeur letton né le 3 septembre 1983. 

## Palmarès

### Championnats monde
- : médaillé de bronze en bob à 4 aux championnats monde de 2009.

### Coupe du monde
- 17 podiums  : 
  - en bob à 2 : 2 deuxièmes places.
  - en bob à 4 : 5 victoires, 5 deuxièmes places et 5 troisièmes places.

#### Détails des victoires en Coupe du monde
| Édition   | Bob à 2 | Bob à 4                      |
| 2007-2008 |         | Cesana Torinese Saint-Moritz |
| 2008-2009 |         | Whistler                     |
| 2010-2011 |         | Saint-Moritz                 |
| 2012-2013 |         | Sotchi                       |